# Moya (Comore)
Moya è un centro abitato delle Comore, situato sull'isola Anjouan.